# Leader of the pack (single)
Leader of the pack is een single van The Shangri-Las. Het lied is eigenlijk per toeval ontstaan. De bazen van Red Bird Records, Jeff Barry en Ellie Greenwich, zochten een opvolger voor Remember (walking in the sand). Muziekproducent George Morton had al een liedje Leader of the pack, maar had een andere groep voor ogen: The Bunnies, toen ook bekend onder de naam The Goodies. Leader of the pack ging naar The Shangri-Las. Morton zag een ban op een versie door The Bunnies. De basis voor de opnamen werden vastgelegd in juli 1964. Volgens overlevering speelde een jonge Billy Joel piano, maar die weet tot op de dag van vandaag niet of zijn spel op de single te horen is. Roger Rossi zou zijn partij hebben overgespeeld. De opnamen voor de motor vonden plaats in de hotellobby, die gevestigd was op de begane grond van de Ultrasonic Sound Studio.
Onderwerp van het lied is de liefde van Betty voor Jimmy, baas van een motorclub. De ouders van Betty zien dat niet zitten, Betty verbreekt de relatie en zegt tegen Jimmy, dat hij niet (meer) zo snel moet rijden. Jimmy racet weg en verongelukt. Door het lied te besluiten met de dood van Jimmy werd het liedje van sommige radiostations weggehouden. Ook de BBC stopte het plaatje in de ban (1964).
Over de auteursrechten heerst nog strijd. Morton beweerde dat hij het liedje in zijn eentje had geschreven en om commerciële redenen de royalty’s had gedeeld. Greenwich is/was een andere mening toegedaan.
Er is een aantal covers opgenomen, waarvan de meeste matig tot geen succes behaalden. De bekendste artieste die het heeft opgenomen is Bette Midler in 1972. Er is ook een Franse versie bekend onder de titel Le chef de la bande.

## Hitnotering
Ondanks alle problemen bij de totstandkoming van de single steeg het plaatje naar de eerste plaats van de Billboard Hot 100. Het stond 12 weken genoteerd. De ban van de BBC hielp ook al niet, het plaatje haalde in 1965 negen weken notering en een elfde plaats in de Britse hitlijst. Ze kwamen in 1972 daarin terug met veertien weken en de derde plaats. Opnieuw werd het een hitje in 1976 met een zevende plaats in elf weken. Van het plaatje is geen Nederlandse en Belgische hitnotering bekend.

### NPO Radio 2 Top 2000
Leader of the Pack stond alleen in 1999 in de NPO Radio 2 Top 2000, op plek 1883.